# Mycosphaerella stigmina-platani
Mycosphaerella stigmina-platani är en svampart som beskrevs av F.A. Wolf 1938. Mycosphaerella stigmina-platani ingår i släktet Mycosphaerella och familjen Mycosphaerellaceae.   Inga underarter finns listade i Catalogue of Life.